# Joe Black
Joe Black (ang. Meet Joe Black) – amerykański dramat obyczajowy z 1998 roku w reżyserii Martina Bresta. Remake filmu Śmierć odpoczywa (1934) Mitchella Leisena.

## Opis filmu
Śmierć, decydując się na krótki urlop, przejmuje ciało młodego człowieka, który zginął potrącony przez samochód. Na swego przewodnika, którego zabierze ze sobą po zakończonym urlopie, wybiera 64-letniego Billa, milionera i właściciela wielkiej firmy. Ten – w okresie, jaki mu jeszcze pozostał przed 65. urodzinami – prowadzi niecodziennego gościa po meandrach życia. W całą historię jest wpleciony wątek miłosny. Śmierć zakochuje się w młodszej córce Billa. W zamian okazuje się wielkim wsparciem w sprawach zawodowych swego przewodnika.

## Twórcy filmu
- Reżyseria: Martin Brest
- Scenariusz: Bo Goldman, Alberto Casella, Kevin Wade, Jeff Reno, Ron Osborn
- Zdjęcia: Emmanuel Lubezki
- Scenografia: Dante Ferretti
- Kostiumy: Aude Bronson-Howard, David C. Robinson
- Dekoracja wnętrz: Leslie Bloom
- Montaż: Michael Tronick, Joe Hutshing
- Muzyka: Thomas Newman
- Dźwięk: Scott Hecker
- Casting: Ellen Lewis, Juliet Taylor

## Obsada
- Brad Pitt –
  - Śmierć / Joe Black,
  - młodzieniec w kawiarni
- Anthony Hopkins – William Parrish
- Claire Forlani – Susan Parrish
- Jake Weber – Drew
- Marcia Gay Harden – Allison
- Jeffrey Tambor – Quince
- David S. Howard – Eddie Sloane
- Lois Kelly-Miller – kobieta
- Jahnni St. John – córka kobiety z Jamajki
- Richard Clarke – lokaj
- Marylouise Burke – Lillian
- Diane Kagan – Jennifer
- June Squibb – Helen

i inni.